# Лагоза Віктор Маркович
Лагоза Віктор Маркович (24 листопада 1918, м. Канів — 9 травня 2002, м. Харків) — український письменник, сатирик, поет. З 1956 року — член Національної спілки письменників України.

## Біографія
Віктор Маркович Лагоза народився 24 листопада 1918 року у м. Канів Черкаської області в сім'ї службовця. Закінчивши семирічну школу, переїхав до Харкова.

### Друга світова війна
У 1937 року закінчив робітфак Харківського медичного інституту. У 1938—1948 роках одинадцятирічна служба в армії. Брав участь у поході на Західну Україну і Бессарабію, у фінській кампанії. Під час воєнних дій на Карельському перешийку Лагоза, випускник Одеського артилерійського училища, застосував новий бойовий прийом — виставив свою батарею важких гармат на передову лінію й вдарив прямою наводкою[джерело?]. За це був відзначений орденом Червоної Зірки (1940 рік). До листопада 1941 року — командир 5-ї батареї 137-го артилерійського полку.
У складі Червоної армії воював під Москвою, у боях під Старою Русою на Північно-Західному  та під Смоленськом на Західному фронтах. Чотири поранення та дві контузії.
З 1943 року Віктор Лагоза викладав на військовій кафедрі Харківського механіко-машинобудівного інституту (ХПІ).
У 1948 році демобілізувався як інвалід війни.
Згодом Віктор Маркович закінчив дворічну партійну школу, працював у народному господарстві, на будівництві, в промисловості.

### Письменницька кар'єра
Писати байки почав у школі, потім писав нариси для фронтової дивізіонної газети і журналу «Военный вестник». Перший вірш «На марше» надруковано у 1949 році в газеті «На страже Родины». Згодом у пресі публікувалися лірика і сатира.
У 1956 році побачила світ перша збірка «Байки». Творчий доробок письменника складає 19 видань.
Тематика у байках Віктора Лагози досить широка. Цивільна служба надала йому багато тем і образів для творчості.
Твори Віктора Марковича Лагози друкувалися у Польщі, Румунії та Канаді[джерело?].
В журналі "Перець №22 за 1978р розміщено дружній шарж А.Арутюнянца , присвячений 60-річчю митця
У 1997 році став лауреатом літературної премії Олександра Олеся.

### Громадська діяльність
Віктор Маркович вів активну громадську діяльність. Обирався членом Харківського міськкому партії, Київського райкому партії, депутатом місцевих Рад народних депутатів.
З 1956 до 1976 року працював відповідальним секретарем Харківської організації СПУ. Водночас у 1963—1964 роках працював у журналі «Прапор». У газеті Вечерний Харьков Віктора Лагозу описували, як такого, що «не був заповзятим виконавцем жорстоких неправедних вказівок, намагався йти в ногу із здоровою частиною письменницької громади».
Віктор Маркович Лагоза помер 9 травня 2002 року у Харкові.

## Нагороди
- Орден Червоної Зірки (1940)
- Орден Червоного Прапора (12 травня 1943)
- Орден Вітчизняної війни (6 квітня 1985)

- медаль «За трудову відзнаку» (1976)

## Творчий доробок
- Байки / Віктор Лагоза. — Харків: Обл. вид-во, 1955. — 36 с. з іл.
- Вчений і колода: (байки і мініатюри) / В. Лагоза. — Київ: Рад. Україна, 1959. — 64 с. : іл.
- Списати! : байки, сатир. вірші, гуморески / В. Лагоза; худож. М. Литвин. — Харків: Кн. вид-во, 1959. — 104 с.
- Дармоїди / Віктор Лагоза. — Київ: Рад. письменник, 1962. — 72 с.
- Дармоїди: сатира / В. Лагоза. — Харків: Кн. вид-во, 1962. — 56 с. : іл.
- І з медом і з перцем: оповідання та гуморески / В. Лагоза. — Харків: Кн. вид-во, 1962. — 116 с.
- Лихе зілля: байки та гуморески / В. Лагоза; худож. М. А. Литвин. — Харків: Кн. вид-во, 1963. — 111 с.
- Припечатаний заєць: байки та гуморески / В. Лагоза; худож. О. М. Щеглов, В. Чернуха. — Харків: Прапор, 1965. — 76 с.
- Сонячні цілунки : [зб. лірич. та сатирико-гуморист. віршів] / В. Лагоза; худож. В. Григоров. – Харків : Прапор, 1965. – 139 с.
- Дика груша: оповідання та новели / В. Лагоза; худож. М. Литвин. — Харків: Прапор, 1967. — 72 с.
- Вот так жених: басни / В. Лагоза. — Харьков: Прапор, 1969. — 206 с.
- Оце так жених: байки / В. М. Лагоза. — Харків: Прапор, 1969. — 206 с.
- Вередливий слимак. Байки та гуморески / В. Лагоза; худож. О. Волинський. — Харків: Прапор, 1973. — 65 с., іл. 1
- Байки : [біогр. довідка: с. 85] / В. М. Лагоза ; іл.: В. Ю. Легкобит. – Київ : Дніпро, 1975. — 87 с.
- Рання Коза: байки. Гуморески / В. Лагоза; худож. М. А. Литвин — Харків: Прапор, 1976. — 104 с.
- Чужі млинці: байки та гуморески / В. Лагоза. — Харків: Прапор, 1978. — 110 с. : іл.
- Соловей у курнику: байки, гуморески / В. Лагоза. — Харків: Прапор, 1981. — 63 с. : іл.
- Ведмежа послуга: сатира і гумор / В. Лагоза. — Харків: Прапор, 1986. — 47 с.
- Твори : байки та гуморист. вірші / В. М. Лагоза. – Київ : Дніпро, 1988. — 182 [1] с., портр.
- З перцем і сіллю: байки та гуморески / В. Лагоза; худож.-оформлювач І. А. Борисова. — Харків: Прапор, 1989. — 84 с.